# 예일 서머스

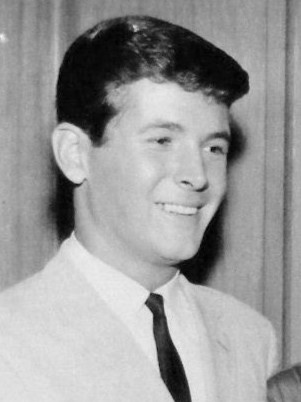

예일 서머스(Yale Summers, 1933년 7월 26일 ~ 2012년 5월 6일)는 미국의 배우, 영화배우, 텔레비전 배우, 영화 프로듀서이다.
맨해튼에서 태어났으며 베벌리힐스에서 사망하였다.

## 영화
- 네모 선장 (1978년)
- 형사 Q (1976년)
- 제너럴 호스피털 (1963년)
- 나의 세 아들 (1960년)
- 도나 리드 쇼 (1958년)